# Новотный, Вацлав
Вацлав Новотный (чеш. Václav Novotný; 5 сентября 1869, Иванчице — 14 июля 1932, Ржевнице) — австро-венгерский и чехословацкий историк, архивист, преподаватель, научный писатель. Представитель так называемой Голловой школы.
Родился в Южной Моравии в семье учителя. После окончания школы уехал в Прагу, где, поступив в университет, изучал историю и вспомогательные исторические дисциплины. Был учеником Ярослава Голла и Йозефа Эмлера, сам пробовал писать стихи. В 1893 году получил степень доктора философии, в 1895—1896 годах был профессором 2-й гимназии в Праге, в 1896 году, несмотря на положительные рекомендации, не смог стать адъюнктом в Пражском городском архиве, в 1896—1908 годах был сотрудником окружного архива в Праге. В 1898 году габилитировался по чешской истории и получил учёное звание доцента при университете. В 1905 году стал ассоциированным, в 1908 году экстраординарным, в 1911 году — ординарным профессором, оставаясь на этой должности до конца жизни. С 1904 года был ассоциированным, с 1915 года — действительным членом Королевской чешской академии наук, с 1923 года и до конца жизни её первым секретарём; с 1909 года был также членом-корреспондентом, а с 1918 года ассоциированным и с 1924 года действительным членом Чешской академии наук и искусств и председателем комитета по изучению чешского религиозного движения XV—XVI веках в ней. С 1916 года был также сотрудником Правительственного архива в Вене, а также председателем Исторического общества и возглавлял в его составе комиссию по изучению истории чешского языка. Участвовал в международных исторических конгрессах в Брюсселе (1923) и Осло (1928). Кавалер французского ордена Почётного легиона.
Помимо университета, преподавал с момента её создания в 1919 году в Государственной школе архивного дела в Праге, в 1922—1929 годах параллельно преподавал в высшей школе педагогики. Его научно-исследовательская работа была сосредоточена на гуситском движении, биографии Яна Гуса, религиозной истории и впоследствии на всей средневековой чешской истории. Был активен в политической жизни, писал статьи для радикальной периодики, в 1917 году подписал так называемый «Манифест чешских писателей» (опубликован 30 мая 1917). Главные его работы: «Husův gleit», «Listy Husovy. Poznámky kritické a chronologické», «V. Tomek», «Карл IV» (в III т. хрестоматии П. Виноградова), «Inquisitio domorum hospitalis S. Johannis Hier. Pragensem per archidioecesim facta anno 1373» и ряд крупных статей в «Научной энциклопедии Отто» по эпохе Гуса — Гус, Хельчицкий, Якубек (чеш. Jakoubek z Vřesovic), Ян Железный (чеш. Jan Železný), Иероним и другие.
Похоронен на кладбище Малвазинки в Праге.